# Ziyāra
La ziyāra (in arabo زيارة‎?), lett. "visita", è l'atto devozionale con cui i devoti musulmani si recano in una località legata alla storia sacra islamica.

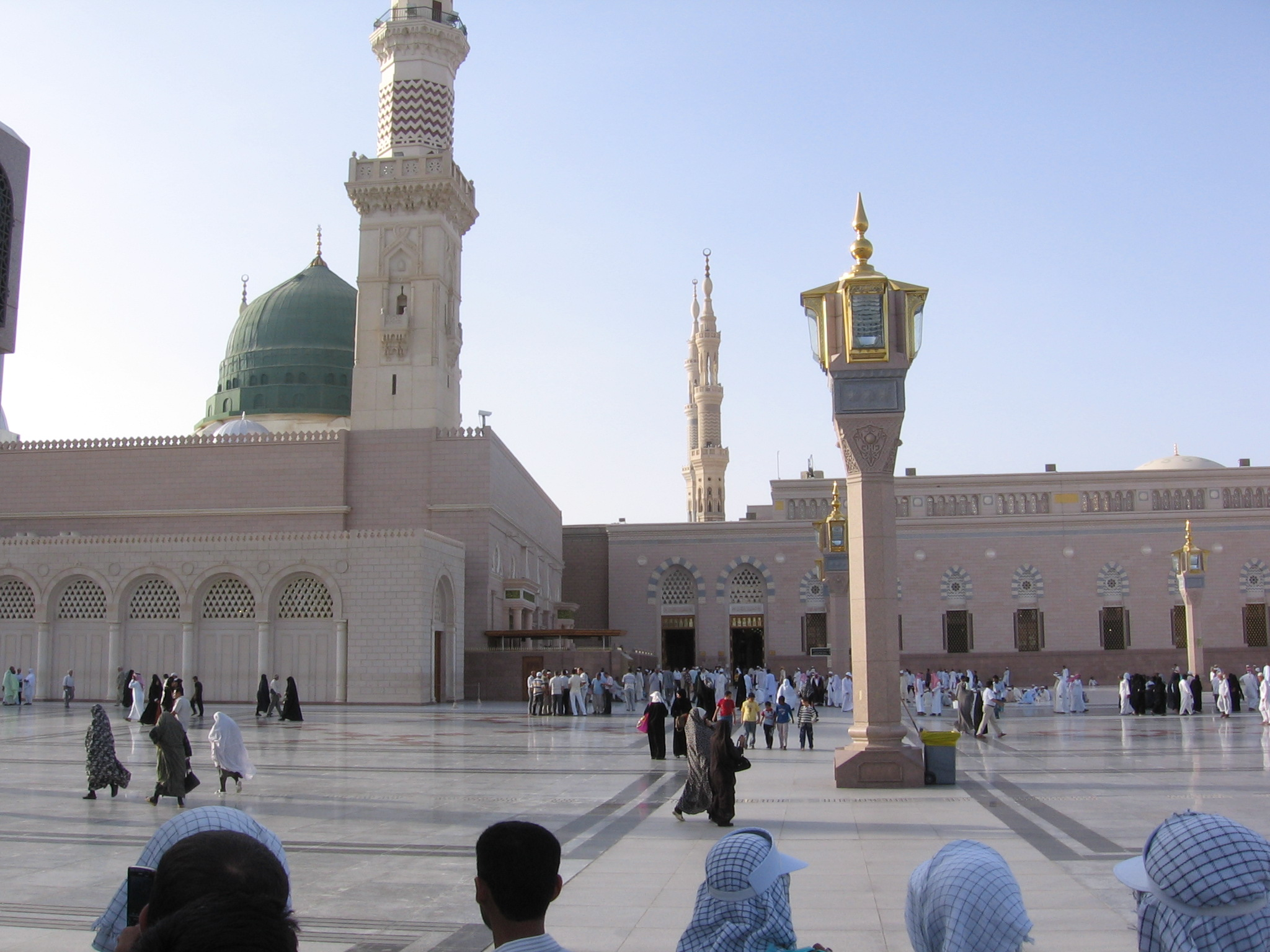
La Masjid al-Nabawī a Medina (Arabia Saudita).

## Laziyāraa Medina
La ziyāra più importante è quella che ha come meta la Moschea del Profeta a Medina: la città in cui il meccano Maometto emigrò coi suoi primi fedeli, in cui costituì la Umma e in cui visse per il resto della sua vita.

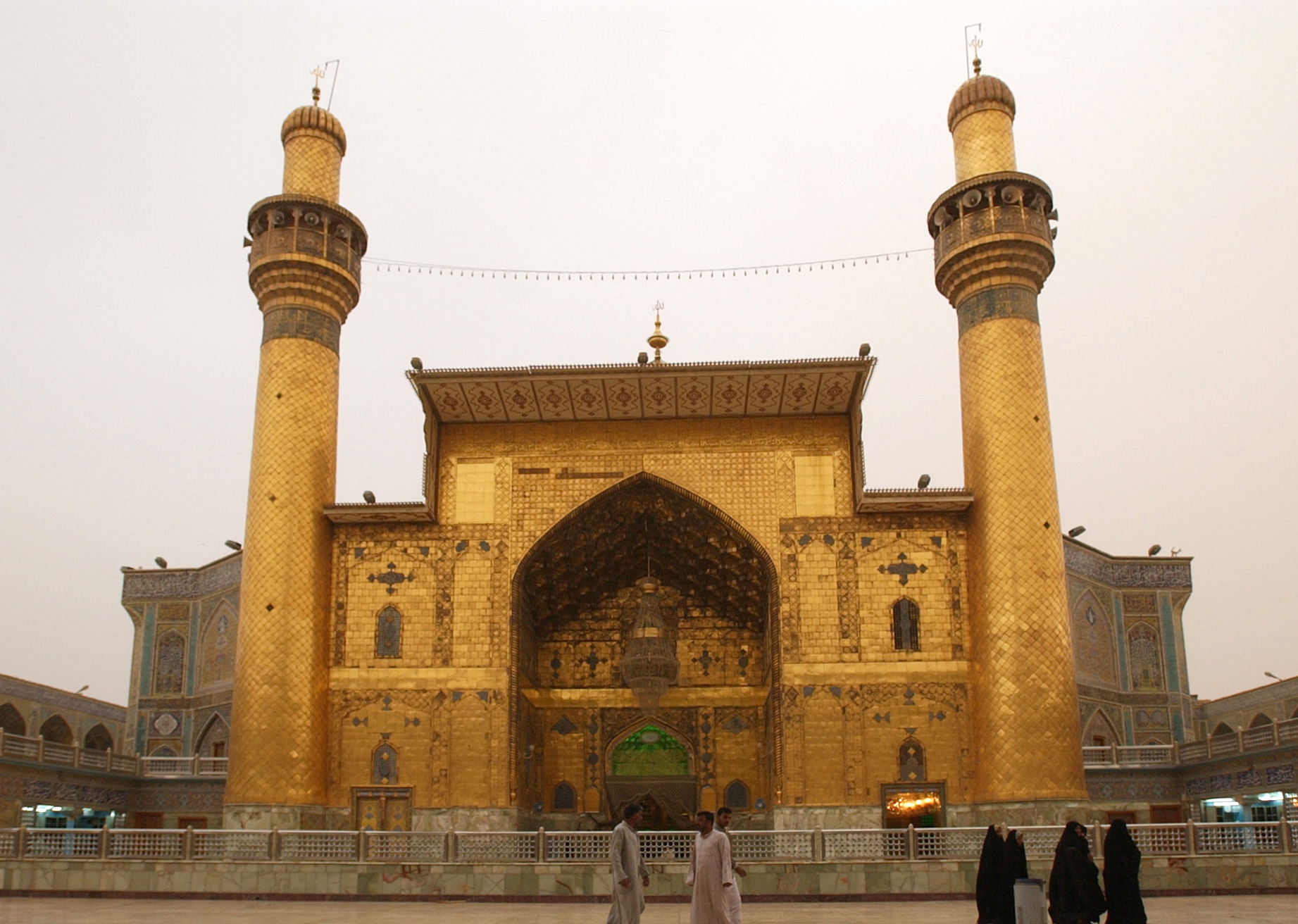
Il santuario di ʿAlī b. Abī Ṭālib a Najaf (Iraq).

Non essendo in alcun modo contemplata dalle norme sciaraitiche, la ziyāra non costituisce un obbligo canonico, anche se essa è fortemente raccomandata dalla pietas islamica. Tuttavia il Hanbalismo, e ancora più fortemente il Wahhabismo - che costituisce la base ispiratrice giuridica ed etica dello Stato saudita - non vedono di buon occhio una simile pratica, nel timore che il culto per un uomo possa far deviare la religiosità dei fedeli dalla norma-cardine islamica impone che a essere venerato possa essere il solo Allah.

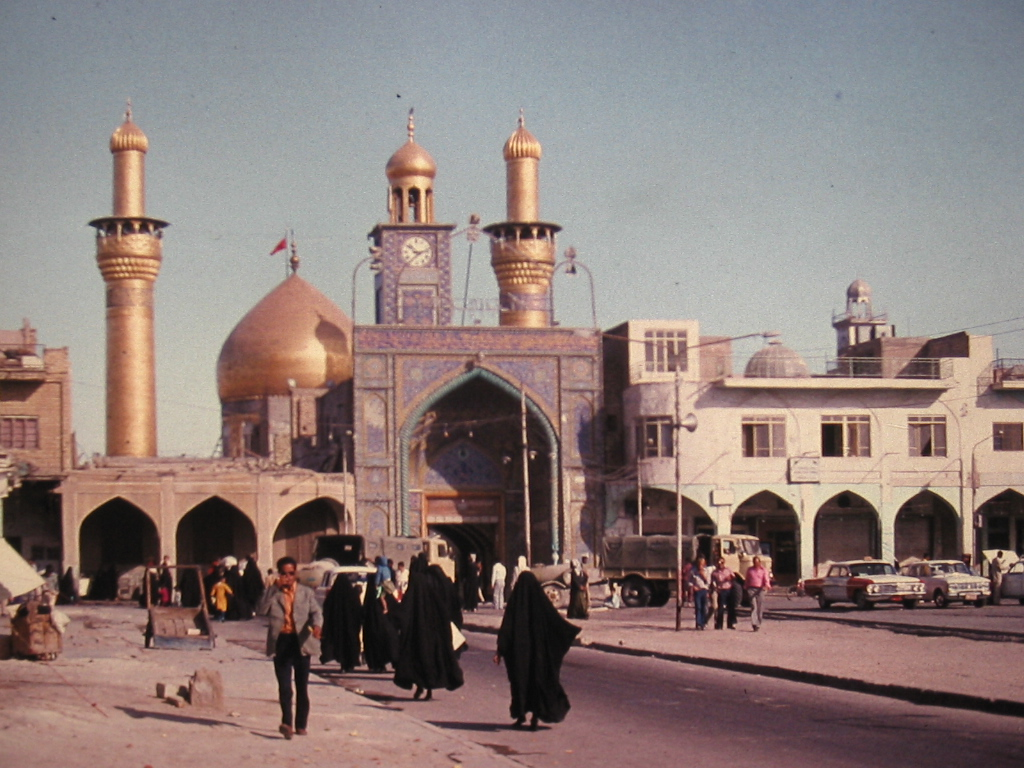
Il santuario di al-Ḥusayn b. ʿAlī a Kerbelāʾ (Iraq) nel 1975.

## Laziyārain contesto sciita
Una diversa ziyāra è quella effettuata dai devoti musulmani sciiti che si recano in alcune moschee e nei loro principali santuari, meno importanti solo rispetto alla Mecca e a Medina, di Najaf e di Kerbelāʾ (Iraq) e quelli che ospitano le sepolture dei loro Imam.